# 퇴계로 (춘천시)
퇴계로(Toegye-ro)는 강원특별자치도 춘천시 퇴계동 KBS사거리에서 춘천시 석사동 거두교교차로을 잇는 도로이다.

## 주요 경유지
강원특별자치도
- 춘천시 (퇴계동 . 석사동)

## 노선
| 이름          | 접속 노선                      | 소재지        | 소재지        | 비고          |
| 방송길와 직결 | 방송길와 직결                  | 방송길와 직결 | 방송길와 직결 | 방송길와 직결 |
| ------------- | ------------------------------ | ------------- | ------------- | ------------- |
| KBS사거리     | 춘천로                         | 춘천시        | 퇴계동        |               |
| 우묵들사거리  | 효자로                         | 춘천시        | 퇴계동        |               |
| 남춘천사거리  | 남춘로                         | 춘천시        | 퇴계동        |               |
| 석사교 교차로 | 후석로                         | 춘천시        | 석사동        |               |
| 거두교 교차로 | 춘천시도 제15호선 (춘천순환로) | 춘천시        | 석사동        |               |

## 주요 건물 및 시설
- 세븐일레븐 춘천본점 (퇴계로 21/퇴계동 1161-4)
- HD현대오일뱅크 퇴계주유소 (퇴계로 25/퇴계동 1162-1)
- 퇴계동 행정복지센터 (퇴계로 46/퇴계동 1178)
- GS25 남춘천점 (퇴계로 56/퇴계동 1171-1)
- GS칼텍스 남춘천주유소 (퇴계로 73/퇴계동 370-23)
- Sh수협은행 춘천지점 (퇴계로 89/퇴계동 1074)
- 파리바게뜨 춘천주공랜드마크점 (퇴계로 175/퇴계동 968-7)
- 신협 춘천신협 석사지점 (퇴계로 215/석사동 796-15)
- KT 지웨이 봄내점(퇴계로 223/석사동 818-3)
- 파리바게뜨 춘천봄내점 (퇴계로 229/석사동 818-5)
- CU 현대개나리셀프점 (퇴계로 231/석사동 818-6)
- HD현대오일뱅크 직영 개나리셀프주유소 (퇴계로 231/석사동 818-7)
- GS25 춘천점 (퇴계로 243/석사동 818-11)